# Franklin Templeton Investments
Franklin Templeton Investments (Franklin Resources) ist eine Investmentgesellschaft mit Hauptsitz in San Mateo, Kalifornien. Das Unternehmen ist in mehr als 30 Ländern vertreten und ist als Franklin Resources (Bloombergkürzel: BEN) im Aktienindex S&P 500 gelistet. Das verwaltete Vermögen beträgt 1,604 Billionen US-Dollar (Stand: 2024).
Anlageschwerpunkte sind globale Growth- und Value-Aktieninvestments, internationale Rentenstrategien und spezialisierte Angebote für alternative Investments.

## Franklin Templeton Investments in Deutschland
Seit 1992 ist die Investmentgesellschaft mit einer Niederlassung in Frankfurt am Main vertreten, dort sind etwa 160 Mitarbeiter beschäftigt. In Deutschland verwaltet die Gesellschaft 25,6 Mrd. US-Dollar, also rund 24,2 Mrd. Euro Assets under Management (Stand: 31. März 2017).

## Investmentfonds
In Deutschland und Österreich bietet Franklin Templeton Investmentfonds unter den Marken Franklin, Templeton und Mutual Series an. Die breite Fondspalette umfasst Aktienfonds, Rentenfonds, Mischfonds, geldmarktnahe Fonds, Geldmarktfonds, Dachfonds und Branchenfonds.
Der Fonds Templeton Growth Fund, Inc. (WKN 971025) wurde 1954 aufgelegt und investiert in globale Aktien nach einem „wertorientierten Anlagestil“. Im August 2000 wurde der Templeton Growth (Euro) Fund (WKN 941034) aufgelegt, der zur Luxemburger Fondspalette der Franklin Templeton Investment Funds gehört. Er wird von demselben Team und grundsätzlich nach denselben Prinzipien gesteuert wie der Templeton Growth Fund. Die Fondsleitung lag von Januar 2008 bis Februar 2011 bei Cindy Sweeting, heute bei Norman Boersma.

## Geschichte
Das Unternehmen verfolgt eine lange Tradition, die sich im Investmentansatz widerspiegelt. Mit dem Firmennamen wird auf den Naturwissenschaftler und Staatsmann Benjamin Franklin verwiesen, der nicht nur die amerikanische 100-Dollar-Note schmückt, sondern auch im Unternehmenslogo vertreten ist. Dies geht zurück auf Rupert H. Johnson, den Gründer der Franklin Distributors, Inc. Dieser war von Franklin derart fasziniert, dass er seinem 1947 gegründeten Unternehmen den Namen Franklin Distributors gab. 1992 erfolgte die Fusion mit Templeton, das 1940 von John Templeton in New York gegründet worden war. John Templeton hatte mit unkonventionellem Anlageverhalten in den 1930er Jahren seine Vermögengrundlage gelegt und war einer der ersten, der die Möglichkeiten weltweiter Investments erkannte. Im Jahr 1996 übernahm Franklin Templeton die Mutual Shares Corporation, womit das verwaltete Fondsvermögen auf 118 Mrd. Euro anstieg. 2001 erfolgte die Übernahme von Fiduciary Trust Company International.